# Andrés Mercado
Andrés Felipe Mercado Cepeda (Barranquilla, 27 agosto 1989) è un attore e modello colombiano.

## Biografia
Ha due fratelli maggiori. Comincia all'età di cinque anni in alcune pubblicità e, mentre frequenta la scuola, inizia a studiare piano, pittura e canto. In seguito, decide di diventare attore e, dopo essere stato seguito da diversi tutor, si trasferisce a New York per un anno per migliorare l'improvvisazione e la gestualità. Tornato in Colombia, si riavvicina alla musica per perfezionare la sua interpretazione vocale.
A quindici anni debutta nella telenovela Padres e hijos nel ruolo di Leonardo Pava, mentre nel 2005 ha una piccola parte in El pasado no perdona, con Wen Benamor. Nel 2006 partecipa, nel ruolo di Richie, a Floricienta, la versione colombiana dell'omonima telenovela argentina. Dopo essere stato, nei due anni seguenti, Andrés Larrea in Pocholo, partecipa come Iker alla telenovela messicana Atrévete a soñar, insieme ai colleghi Lucas Velázquez e Danna Paola.
Nel 2011 ottiene il ruolo di Daniel Esquivel nella telenovela Grachi, che interpreta per tre stagioni fino al 2013. Tra il 2016 e il 2017 ricopre il ruolo di 13 (Andrés) nella telenovela Io sono Franky.

## Filmografia

### Televisione
- Padres e hijos – serial TV (2004)
- El pasado no perdona – serial TV (2005)
- Tu voz estéreo – serial TV (2006)
- Floricienta – serial TV (2006)
- Pocholo – serial TV (2007-2008)
- Atrévete a soñar – serial TV (2009-2010)
- Grachi – serial TV, 205 puntate (2011-2013)
- La magia del amor – serial TV (2013)
- Io sono Franky (Yo soy Franky) – serial TV (2016)
- Vikki cuori in pista (Vikki RPM) – serial TV (2017)
- Club 57 – serial TV (2019)

## Discografia

### Colonne sonore
- 2011 – Grachi - La vida es maravillosamente mágica
- 2012 – Grachi - La vida es maravillosamente mágica Volumen 2
- 2019 – Club 57

## Teatro
- Grachi - El show en vivo, di Alejandro Gou Boy (2012)

## Premi e riconoscimenti
- Nickelodeon Kids' Choice Awards Messico
  - 2011 - Personaggio maschile preferito di una serie per Grachi[4]
  - 2012 – Candidatura all'attore preferito per Grachi[5][6]
  - 2013 – Candidatura all'attore preferito per Grachi[7][8]
  - 2017 – Candidatura all'attore preferito per Io sono Franky
- Nickelodeon Kids' Choice Awards Colombia
  - 2017 – Candidatura al cattivo preferito per Io sono Franky
- Nickelodeon Kids' Choice Awards Argentina
  - 2012 – Candidatura all'attore preferito per Grachi'[9]
  - 2013 – Candidatura all'attore preferito per Grachi[10][11]
- Meus Prêmios Nick Brasil
  - 2013 – Candidatura all'attore preferito per Grachi[12][13]
- Premio TKM
  - 2013 – Candidatura al bel ragazzo TKM[14][15]

## Doppiatori italiani
Nelle versioni in italiano delle opere in cui ha recitato, Andrés Mercado è stato doppiato da:
- Mattia Ward in Grachi[16]
- Francesco Testa in Io sono Franky[17]
- Luca Mannocci in Club 57[18]